# Kloster Mödingen

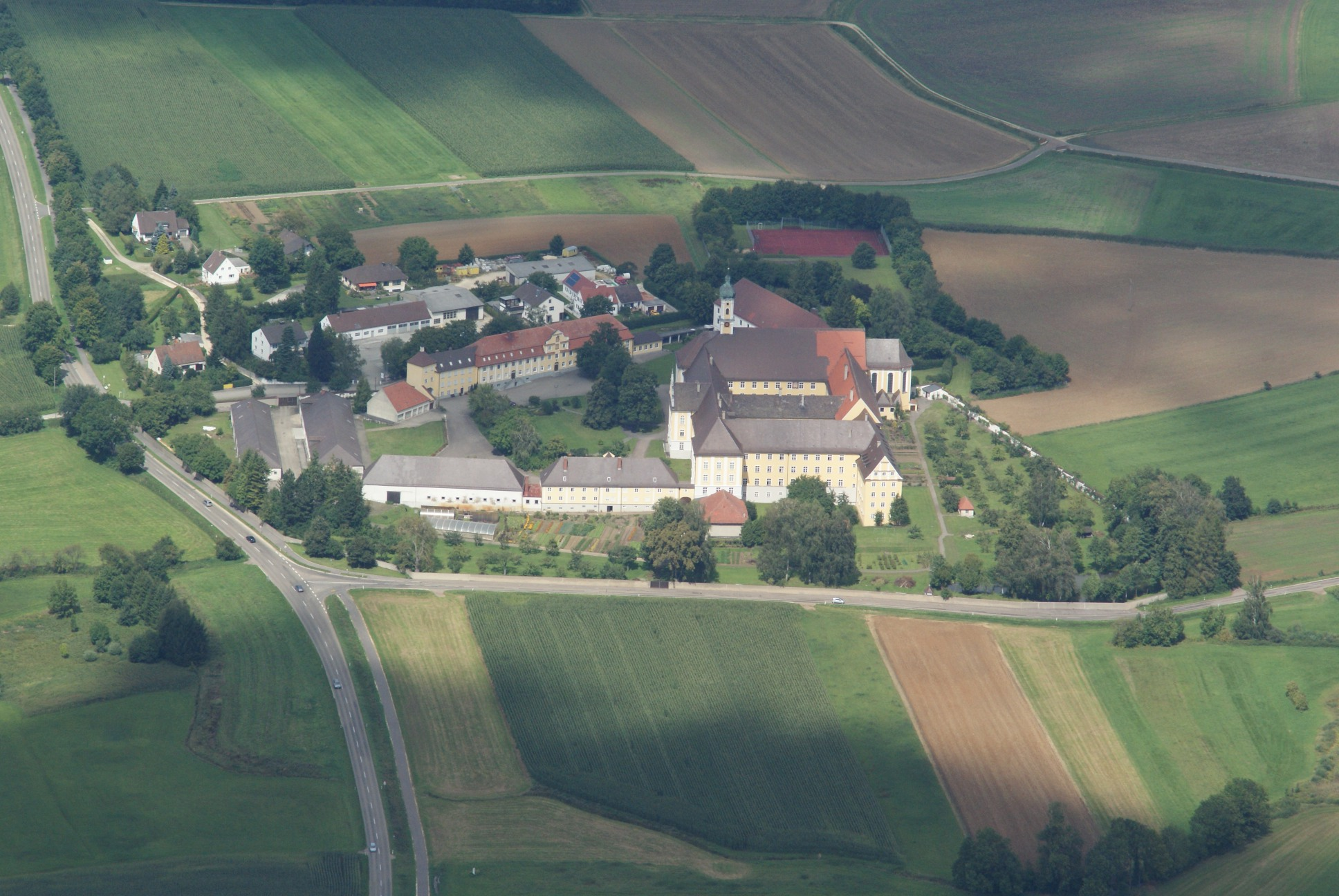
Kloster Mödingen, Luftbild

Das Kloster Mödingen (auch Kloster Maria Medingen) ist ein ehemaliges Dominikanerinnenkloster und heute eine Niederlassung der Dillinger Franziskanerinnen in Mödingen in Bayern in der Diözese Augsburg.

## Geschichte
Das der Jesus-Mutter Maria geweihte Kloster der Dominikanerinnen wurde 1246 nach der Haustradition (tatsächlich aber wohl schon vor 1239) durch Graf Hartmann IV. von Dillingen und seine Frau Willibirgis gegründet. Die Mystikerin Margareta Ebner lebte hier von 1291 bis 1351. Die Territorialherrschaft über das Kloster kam über die Wittelsbacher an das 1505 gegründete Fürstentum Pfalz-Neuburg.
Das heutige Kloster und die Klosterkirche Maria Medingen sind das Erstlingswerk von Dominikus Zimmermann, der die Gebäude 1716–1721 errichtete. Die Stuckierung und die Fresken der Kirche sind von Johann Baptist Zimmermann. Das Kloster wurde 1802 im Zuge der Säkularisation aufgelöst. Nach der Säkularisation durfte der Konvent aber im Kloster bleiben. Der Besitz gehörte nach 1806 den Freiherrn von Gravenreuth. 1824 kaufte ihn die Familie Mack aus Dillingen. 1843 wurde Mödingen von Dillinger Franziskanerinnen besiedelt. Maria Medingen ist heute das Provinzhaus einer der drei deutschen Provinzen der Dillinger Franziskanerinnen. Sie richteten darin eine Mädchenmittelschule und ein Internat ein. Heute ist ein Montessori-Kindergarten in einem Nebengebäude untergebracht.
Am 5. Juli 2015 kam es im Kloster zu einem Brand, bei dem eine Ordensschwester ums Leben kam. Die  Margareta-Ebner-Kapelle (Margarethenkapelle) und die Sakristei der Klosterkirche wurden zerstört. Die Klosterkirche konnte nach einem Jahr wieder eröffnet werden. Weit aufwändiger war die Restaurierung der Margareta-Ebner-Kapelle, die erst 2021 abgeschlossen wurde.